# Губарівка (Полтавський район)
Гу́барівка — село в Україні, у Нехворощанській сільській громаді Полтавського району Полтавської області. Населення становить 134 осіб (2001 рік).
З осені 2017 року село Губарівка ввійшло до Нехворощанської об'єднаної територіальної громади разом із селами Нехвороща, Шедіїве, Бурти, Маячка, Лівенське, Рекунівка, Соколова Балка, Андріївка, Світлівщина.
Площа — 127,2 га
Кількість домів — 71
Кількість жителів — 82 осіб(на 10.10.2008 р)
День села — остання субота вересня.
Назву пов'язують з прізвищем поміщика Губарєва. В письмових джерелах згадується в 1848 році. Село Губарівка входило до парафії Покровської церкви села Лівенське.
На початку минулого століття місцевий поміщик Губарєв, людина передова і демократична, побудував механічний млин (один із двох в Полтавській губернії), провів телефон для зв'язку з повітовим центром Кобеляки. В нього був мотоцикл (і це було на початку ХХ століття). До початку 1950-х в Губарівка була сільрада, колгосп, працювала школа.
Керівник СФГ «Губарівське» і уродженець села Губарівка Володимир Олександрович Крамар орендує на території села землю, вирощує гарбузи, облаштував цех по їх переробки, у нього є яблуневий сад. У 2007 році за власні гроші встановив на кладовищі пам'ятний знак, де викарбувані імена полеглих під час війни односельців. Щорічно в поминальний понеділок організовує загальносільські обіди. Щорічно проводить та фінансує День села в останню субота вересня.
Село Губарівка входило до парафії Покровської церкви села Лівенське.

## Географія
Село Губарівка знаходиться на правому березі річки Маячка, вище за течією на відстані 4 км розташоване село Райдужне, нижче за течією на відстані 0,5 км розташоване село Лівенське. Річка в цьому місці пересихає, на ній зроблений ставок.

## Сучасна економіка
СФГ «Губарівське»